# Stadionul Ion Oblemenco
Stadionul Ion Oblemenco är en arena som ligger i Craiova i Rumänien. Den används primärt av fotbollslaget CS Universitatea Craiova som spelar i Liga I Betano.[källa behövs]

## Stadiums namn
Ion Oblemenco (13 maj 1945 – 1 september 1996) var en rumänsk fotbollsspelare som spelade majoriteten av sin karriär för Universitatea Craiova. Han är klubbens bästa målsskytt någonsin med totalt 167 mål. Stadion är namngiven till hans ära.

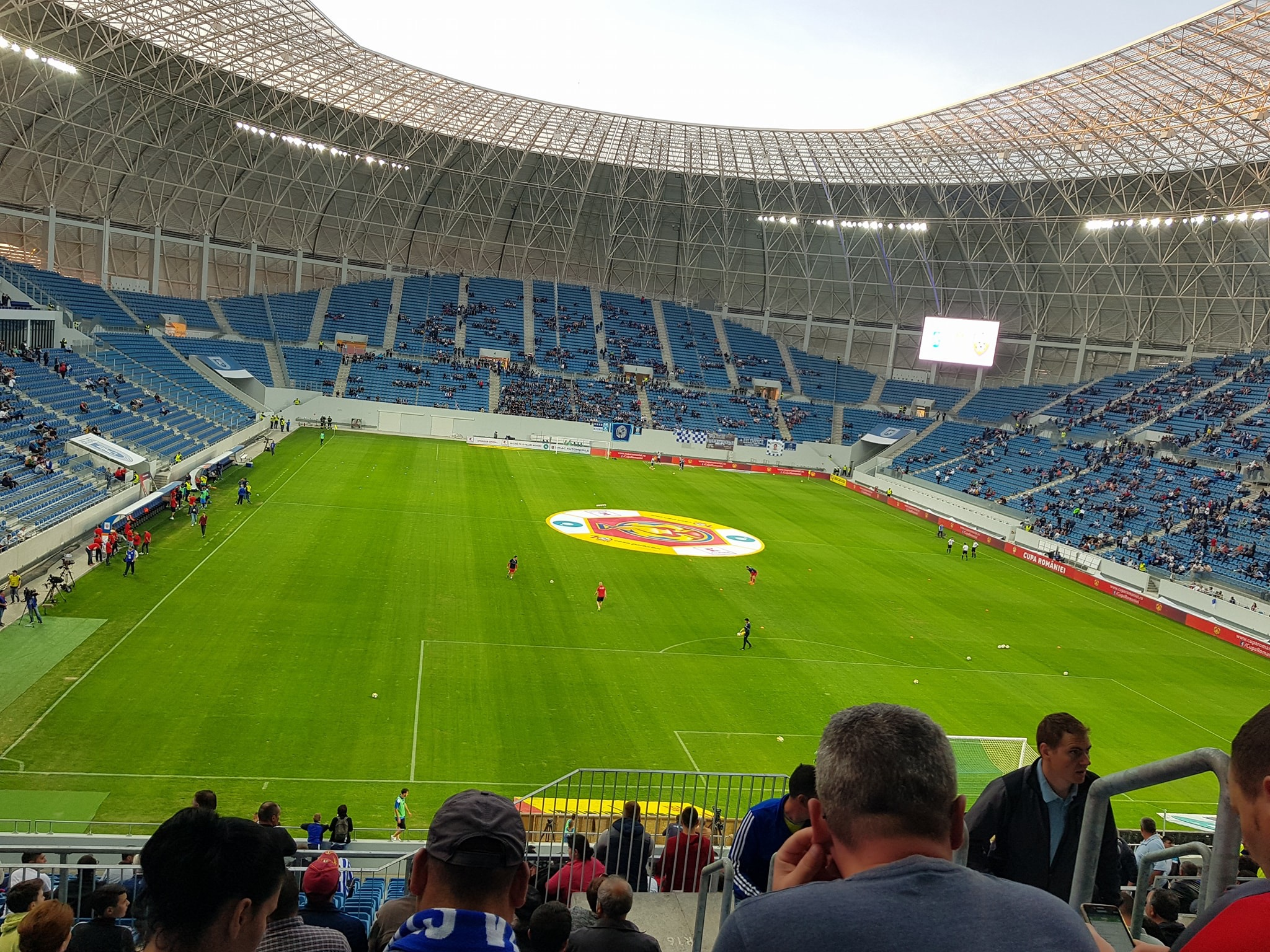
Ion Oblemenco 2018

## Landskamper
| Datum        | Match    | Match   | Typ               |
| ------------ | -------- | ------- | ----------------- |
| 27 mars 2018 | Rumänien | Sverige | Träningslandskamp |